# عبدالرحمن محمد النعیمی
عبدالرحمن محمد النعیمی (عربی: عبد الرحمن محمد النعيمي؛ زاده: ۱۹۴۴ - درگذشته: ۱ سپتامبر ۲۰۱۱) سیاستمدار و مبارز بحرینی در شهر «الحد» در بحرین به دنیا آمد. وی در سال ۱۹۶۶ مدرک لیسانس خود در مهندسی مکانیک از دانشگاه آمریکایی بیروت را اخذ کرد. او اولین رئیس انجمن عمل ملی دمکراتیک بحرینی بود و منصب دبیرکل جبهه ملی در بحرین را بعهده گرفت.

## فعالیت‌ها
او به مدت دو سال در ایستگاه برق در «الجفیر» کار کرد. وقتی در اعتصاب معروف کارگران برق در معرض دستگیری قرار گرفت؛ مجبور شد که در پایان سال ۱۹۶۹ بحرین را ترک کند. به مدت سی و سه سال در انقلاب کمونیستی ظفار در عمان شرکت کرد. بعد از صدور عفو عمومی توسط پادشاه بحرین در فوریه سال ۲۰۰۱ به کشورش بازگشت. در سال ۱۹۶۱ به روند سیاسی در جنبش ملی عرب بازگشت و سپس در سال ۱۹۴۷ دبیرکل جبهه ملی عرب شد و در سال ۲۰۰۱ اقدام به تأسیس انجمن ملی که در برگیرنده جریانهای ملی و پیشرفته بود کرد و در اکتبر ۲۰۰۱ اولین رئیس انجمن ملی دمکراتیک شد.

## آثار
او مطالعات و کتاب‌های بسیاری در رابطه با درگیری‌های سیاسی بحرین، خلیج فارس و جهان عرب دارد. [۱] به بسیاری از کنفرانس‌های منطقه‌ای، ملی و جهانی کمک کرد. او مقالات و مطالعات زیادی در مورد موقعیت‌های محلی و ملی دارد، برجسته‌ترین آن‌ها عبارتند از:
- حمله اوت در سال ۱۹۷۵
- طبقه کارگر قانون امنیت ملی را به شکست خواهد کشید
- جنبش ملی در مقابل چالش‌های شورای همکاری خلیج
- جنگ در خلیج
- موضوعات اصلاح سیاسی در بحرین
- بحران قانون اساسی
- آینده دمکراسی در بحرین